# ケニー・ヒッキー
ケネス・ショーン・ヒッキー（Kenneth Shaun Hickey、1966年5月22日 - ）は、アメリカ合衆国のミュージシャン。ゴシックメタル・バンド、タイプ・オー・ネガティヴのギタリスト・コーラス・ボーカリストであった。現在は、ドゥーム・メタル・バンド、Silvertombのギタリスト、ボーカリスト。

## 来歴
1966年にニューヨーク州で生まれ、ニューヨーク州ブルックリンのマリンパーク地区で育った。幼少期には父親が持っていたジョニー・キャッシュのレコードを聴き、エルトン・ジョンのアルバム『黄昏のレンガ路』をきっかけにロックンロールの道に進んだ。元カーニヴォアのギタリスト、マーク・ピオヴァネッティが断った後、タイプ・オー・ネガティヴへの加入を打診された。ヒッキーはバンドの幼なじみで、メンバーと同じ近所で育った。
彼は仲間のピーター・スティールやジョシュ・シルバーと共にタイプ・オー・ネガティヴのすべてのリリースに参加している（ジョニー・ケリーは1994年に加入）。
2003年にドゥーム・メタル・バンド、Seventh Voidを結成。
タイプ・オー・ネガティヴは、2010年にピーター・スティールの死去をきっかけに解散した。
2017年にドゥーム・メタル・バンド、Silvertombを結成した。